# Fernando Soledade
Fernando Soledade (* 5. Februar 1879 in Rio de Janeiro; † 6. Mai 1959 ebenda) war ein brasilianischer Sportschütze.

## Karriere
Fernando Soledade nahm an den Olympischen Spielen 1920 in Antwerpen in vier Disziplinen teil. Mit der Freien Pistole belegte er in der Einzelkonkurrenz über 50 m mit 424 Punkten eine hintere Platzierung. Im Mannschaftswettbewerb gewann er dagegen gemeinsam mit Afrânio da Costa, Guilherme Parãense, Sebastião Wolf und Dario Barbosa mit 2264 Punkten hinter der US-amerikanischen und der schwedischen Mannschaft die Bronzemedaille. Im Wettbewerb mit dem Militärrevolver auf 30 m gelang Soledade mit 248 Punkten keine vordere Platzierung, während er mit der Mannschaft als Vierter knapp einen weiteren Medaillengewinn verpasste. Bereits 1909 und 1910 hatte er die brasilianischen Meisterschaften gewonnen.
Soledade war von Beruf Arzt und sowohl im brasilianischen Schützenbund als auch in der brasilianischen Armee aktiv.